# سان خوسيه (كوستاريكا)
سان خوسيه (بالإسبانية: San José)‏، عاصمة كوستاريكا وأكبر مدنها، يحدها من الشمال محافظة إيريذيا يعود أصل المدينة لعام 1738م حيث تعتبر من أول المدن الرئيسة في أميركا اللاتينية، حيث اتخذت المدينة عاصمة 1823م. حيث تُعتبر مدينة متحضرة. بعدد سكان مع المناطق المحيطة يصل ل 1,611,616 نسمة، وفقًا لتعداد عام 2007.

## المناخ
يظهر الجدول التالي التغييرات المناخية على مدار السنة لسان خوسيه:
| البيانات المناخية لـسان خوسيه       | البيانات المناخية لـسان خوسيه | البيانات المناخية لـسان خوسيه | البيانات المناخية لـسان خوسيه | البيانات المناخية لـسان خوسيه | البيانات المناخية لـسان خوسيه | البيانات المناخية لـسان خوسيه | البيانات المناخية لـسان خوسيه | البيانات المناخية لـسان خوسيه | البيانات المناخية لـسان خوسيه | البيانات المناخية لـسان خوسيه | البيانات المناخية لـسان خوسيه | البيانات المناخية لـسان خوسيه | البيانات المناخية لـسان خوسيه |
| الشهر                               | يناير                         | فبراير                        | مارس                          | أبريل                         | مايو                          | يونيو                         | يوليو                         | أغسطس                         | سبتمبر                        | أكتوبر                        | نوفمبر                        | ديسمبر                        | المعدل السنوي                 |
| ----------------------------------- | ----------------------------- | ----------------------------- | ----------------------------- | ----------------------------- | ----------------------------- | ----------------------------- | ----------------------------- | ----------------------------- | ----------------------------- | ----------------------------- | ----------------------------- | ----------------------------- | ----------------------------- |
| الدرجة القصوى °م (°ف)               | 31.5 (88.7)                   | 33.3 (91.9)                   | 33.4 (92.1)                   | 34.5 (94.1)                   | 32.8 (91.0)                   | 32.1 (89.8)                   | 31.7 (89.1)                   | 32.0 (89.6)                   | 32.0 (89.6)                   | 31.4 (88.5)                   | 30.3 (86.5)                   | 31.5 (88.7)                   | 34.5 (94.1)                   |
| متوسط درجة الحرارة الكبرى °م (°ف)   | 28.2 (82.8)                   | 29.1 (84.4)                   | 29.9 (85.8)                   | 30.3 (86.5)                   | 28.8 (83.8)                   | 28.2 (82.8)                   | 28.2 (82.8)                   | 28.3 (82.9)                   | 27.8 (82.0)                   | 27.1 (80.8)                   | 27.2 (81.0)                   | 27.9 (82.2)                   | 28.4 (83.1)                   |
| المتوسط اليومي °م (°ف)              | 22.6 (72.7)                   | 23.0 (73.4)                   | 23.5 (74.3)                   | 23.7 (74.7)                   | 22.9 (73.2)                   | 22.5 (72.5)                   | 22.6 (72.7)                   | 22.4 (72.3)                   | 22.0 (71.6)                   | 21.8 (71.2)                   | 21.9 (71.4)                   | 22.3 (72.1)                   | 22.6 (72.7)                   |
| متوسط درجة الحرارة الصغرى °م (°ف)   | 18.5 (65.3)                   | 18.7 (65.7)                   | 18.8 (65.8)                   | 19.1 (66.4)                   | 19.2 (66.6)                   | 19.0 (66.2)                   | 19.0 (66.2)                   | 18.8 (65.8)                   | 18.3 (64.9)                   | 18.5 (65.3)                   | 18.3 (64.9)                   | 18.3 (64.9)                   | 18.7 (65.7)                   |
| أدنى درجة حرارة °م (°ف)             | 11.7 (53.1)                   | 13.2 (55.8)                   | 14.5 (58.1)                   | 14.9 (58.8)                   | 14.9 (58.8)                   | 15.8 (60.4)                   | 15.2 (59.4)                   | 16.0 (60.8)                   | 15.8 (60.4)                   | 15.5 (59.9)                   | 14.5 (58.1)                   | 14.2 (57.6)                   | 11.7 (53.1)                   |
| الهطول مم (إنش)                     | 6.3 (0.25)                    | 10.2 (0.40)                   | 13.8 (0.54)                   | 79.9 (3.15)                   | 267.6 (10.54)                 | 280.1 (11.03)                 | 181.5 (7.15)                  | 276.9 (10.90)                 | 355.1 (13.98)                 | 330.6 (13.02)                 | 135.5 (5.33)                  | 33.5 (1.32)                   | 1٬971 (77.61)                 |
| متوسط أيام هطول الأمطار (≥ 0.1 mm)  | 3                             | 3                             | 5                             | 10                            | 23                            | 22                            | 20                            | 22                            | 26                            | 25                            | 17                            | 8                             | 184                           |
| متوسط الرطوبة النسبية (%)           | 68                            | 68                            | 66                            | 70                            | 77                            | 83                            | 80                            | 83                            | 85                            | 87                            | 79                            | 74                            | 77                            |
| ساعات سطوع الشمس الشهرية            | 285.2                         | 266.0                         | 282.1                         | 240.0                         | 182.9                         | 144.0                         | 151.9                         | 158.1                         | 147.0                         | 161.2                         | 177.0                         | 244.9                         | 2٬440٫3                       |
| المصدر #1: الأرصاد الجوية الألمانية |                               |                               |                               |                               |                               |                               |                               |                               |                               |                               |                               |                               |                               |
| المصدر #2: NOAA (sun 1961–1990)     |                               |                               |                               |                               |                               |                               |                               |                               |                               |                               |                               |                               |                               |

## توأمة
لسان خوسيه (كوستاريكا) اتفاقيات توأمة مع كل من:
- كفار سابا
- سان خوسيه
- سانتياغو
- شيمبوتي
- وانكاشو
- خولياكا
- ليما
- أهواتشابان
- غواتيمالا
- كويتزالتنانغو
- سان بيدرو سولا
- أوكاياما
- مدريد
- سانتو دومينغو
- تايبيه (1984 - )
- جايابورا
- ماراكاي
- مقاطعة ميامي داد

## أعلام
- فرانسيسكو مورازان
- لورا شينشيلا
- خوسيه فيغيريس فيرير
- أوسكار آرياس سانشيز
- لويس غييرمو سوليس
- براين رويز
- جويل كامبل

## روابط خارجية
- الموقع الرسمي